# Rembob'INA
Rembob'INA est une émission de télévision française hebdomadaire, diffusée le dimanche de 21h à 23h, présentée par Patrick Cohen et diffusée sur LCP-AN depuis le mois de novembre 2018.

## Descriptif
Selon l'Institut national de l'audiovisuel (INA), coproducteur de l'émission, Rembob'INA, sous-titrée Les Grands Soir du petit écran, est « une plongée dans l’histoire de notre pays au travers d’une incursion dans sa mémoire audiovisuelle ». 
Après la diffusion d’un programme issu des archives de cet institut permettant d'évoquer des émissions liées aux grandes heures de la télévision souvent diffusées dans leur intégralité, voire accompagnée d'autres extraits liés au même thème (politique, artistique...), le journaliste Patrick Cohen, principal animateur de l'émission, organise un débat en présence d’acteurs ou de témoins de l’époque ainsi que de spécialistes de l’INA,.
Rembob'INA s'enrichit temporairement avec une émission dédiée à la fiction, La Séance de Rembob'INA, tous les dimanches soirs à 21h à partir du 10 mars 2024 et jusqu'au 2 juin 2024 puis à nouveau du 8 septembre au 27 octobre 2024 et du 10 novembre 2024 (à 21 h 30 le 5 janvier 2025) au 26 janvier 2025 + le 16 mars 2025 (pour une pièce de théâtre) et à nouveau le 27 avril 2025, en coproduction avec l'INA.
Place au grand écran sur LCP, avec une fiction issue des archives de l'INA : grande sagas, séries ou fictions unitaires qui ont marqué leur temps et les esprits. Patrick Cohen introduira et conclura chaque semaine leur diffusion par une analyse rétrospective, pour mettre en perspective ces fictions dans notre société d'hier et d'aujourd'hui.

## Présentation
L'émission est diffusée tous les dimanches soir sur LCP - Assemblée nationale depuis 2018 (et tous les jeudis du 14 mars au 23 mai 2024, du 13 au 27 juin 2024, du 18 juillet au 12 septembre 2024  puis du 10 octobre au 19 décembre 2024 pour des rediffusions une semaine sur 2 - les semaines paires) à 20 h 30 (+ les mercredis 25 décembre 2024 et 1er janvier 2025 et le mardi 31 décembre 2024).

### Animateur
- Patrick Cohen est le principal animateur depuis la création de l'émission.

### Chroniqueurs
- Agnès Chauveau,  directrice déléguée à la diffusion et à l’innovation à l’INA[5].
- Richard Poirot, coordinateur éditorial à l'INA.

## Émissions
Ce magazine a, entre autres, présenté une rediffusion de l'émission Au théâtre ce soir de Pierre Sabbagh, le 25 janvier 2021, de nombreux séries d'animation pour enfants telles que Bonne nuit les petits, Colargol ou L'Île aux enfants dans le cadre d'une rétrospective sur les émissions enfantines, sans oublier Thalassa, plusieurs reportages de l'émission Cinq colonnes à la une ou plusieurs débats des Dossiers de l'Écran. Les émission littéraires ne sont pas oubliées avec Apostrophes de Bernard Pivot, dont la rediffusion de celle où ce dernier recevait l'écrivain russe Alexandre Soljenitsyne.

## Accueil et critiques
Selon l'article de Thomas Morales, publié sur Causeur, le magazine Rembob'INA est qualifiée de brillant, « instructif sans être plombant et laissant toujours filtrer une forme d’audace vintage, si rare de nos jours ».
Yves Jaeglé, sur le site du Parisen qualifie l'émission de « régal » car celle-ci « puise avec bonheur dans les archives du petit écran ».
Dans son livre Passé Composé, la journaliste Anne Sinclair évoque un numéro de cette émission qu'il lui était consacrée et qu'elle qualifie de « retrospective chaleureuse »